# Cultura in Abruzzo
Questa lista di cultura in Abruzzo elenca teatri, musei e siti archeologivi dell'Abruzzo.
Mappa di tutte le coordinate: OpenStreetMap  · Bing (max 200) - Esporta: KML  · GeoRSS  · microformat  · RDF

## abbazia
| immagine | Voce                               | descrizione                                  | unità amministrativa in cui è situato | coordinate geografiche  | istanza di                                                                                                |
| -------- | ---------------------------------- | -------------------------------------------- | ------------------------------------- | ----------------------- | --- |
|          | abbazia di San Pietro ad Oratorium | chiesa di Capestrano                         | Capestrano                            | 42.246754°N 13.806124°E | abbazia museo religioso museo del Ministero della Cultura italiano chiesa abbaziale                       |
|          | abbazia di San Clemente a Casauria | edificio religioso di Castiglione a Casauria | Castiglione a Casauria                | 42.235203°N 13.930068°E | abbazia museo religioso museo nazionale italiano museo del Ministero della Cultura italiano               |
|          | abbazia di San Giovanni in Venere  | edificio religioso di Fossacesia             | Fossacesia                            | 42.25488°N 14.498456°E  | abbazia museo religioso museo del Ministero della Cultura italiano edificio religioso                     |
|          | badia Morronese                    | abbazia italiana                             | Sulmona                               | 42.08845°N 13.922295°E  | abbazia palazzo museo museo nazionale italiano museo religioso museo del Ministero della Cultura italiano |

## abbazia benedettina
| immagine | Voce                      | descrizione      | unità amministrativa in cui è situato | coordinate geografiche  | istanza di                                                                     |
| -------- | ------------------------- | ---------------- | ------------------------------------- | ----------------------- | ------------------------------------------------------------------------------ |
|          | abbazia di San Bartolomeo | abbazia italiana | Carpineto della Nora                  | 42.338172°N 13.848847°E | abbazia benedettina museo religioso museo del Ministero della Cultura italiano |

## anfiteatro romano
| immagine | Voce                             | descrizione                                    | unità amministrativa in cui è situato | coordinate geografiche | istanza di                          |
| -------- | -------------------------------- | ---------------------------------------------- | ------------------------------------- | ---------------------- | ----------------------------------- |
|          | Anfiteatro romano di Amiternum   | sito archeologico dell'Aquila                  | L'Aquila                              | 42.400556°N 13.306°E   | anfiteatro romano                   |
|          | anfiteatro romano di Alba Fucens | anfiteatro romano ad Alba Fucens, Massa d'Albe | Massa d'Albe                          | 42.07718°N 13.412313°E | anfiteatro romano sito archeologico |

## basilica minore
| immagine | Voce                       | descrizione                    | unità amministrativa in cui è situato | coordinate geografiche  | istanza di                                                                 |
| -------- | -------------------------- | ------------------------------ | ------------------------------------- | ----------------------- | -------------------------------------------------------------------------- |
|          | basilica di San Bernardino | edificio religioso dell'Aquila | L'Aquila                              | 42.350224°N 13.401738°E | basilica minore museo religioso museo del Ministero della Cultura italiano |

## biblioteca pubblica
| immagine | Voce                                     | descrizione                    | unità amministrativa in cui è situato | coordinate geografiche  | istanza di |
| -------- | ---------------------------------------- | ------------------------------ | ------------------------------------- | ----------------------- | --- |
|          | Museo delle genti d'Abruzzo              | museo di Pescara               | Pescara                               | 42.462085°N 14.213303°E | biblioteca pubblica museo etnografico museo archeologico museo storico biblioteca privata biblioteca di un ente pubblico italiano museo privato |
|          | Biblioteca comunale Publio Ovidio Nasone | biblioteca pubblica di Sulmona | Sulmona                               | 42.048651°N 13.923429°E | biblioteca pubblica |
|          | Biblioteca regionale Melchiorre Dèlfico  | biblioteca pubblica di Teramo  | Teramo                                | 42.659722°N 13.700833°E | biblioteca pubblica biblioteca di un ente territoriale italiano                                                                                 |

## casa museo
| immagine | Voce                                 | descrizione           | unità amministrativa in cui è situato | coordinate geografiche                        | istanza di                                                      |
| -------- | ------------------------------------ | --------------------- | ------------------------------------- | --------------------------------------------- | --------------------------------------------------------------- |
|          | casa Museo Giulio Raimondo Mazzarino | casa museo di Pescina | Pescina                               | 42.028038°N 13.665535°E 42.02893°N 13.66536°E | casa museo museo storico museo d'arte museo di un ente pubblico |

## casa natale
| immagine | Voce                                  | descrizione      | unità amministrativa in cui è situato | coordinate geografiche | istanza di |
| -------- | ------------------------------------- | ---------------- | ------------------------------------- | ---------------------- | --- |
|          | Museo casa natale Gabriele D'Annunzio | museo di Pescara | Pescara                               | 42.46099°N 14.211818°E | casa natale casa museo museo nazionale italiano museo storico museo del Ministero della Cultura italiano museo specializzato |

## castello
| immagine | Voce                      | descrizione                                        | unità amministrativa in cui è situato | coordinate geografiche | istanza di                                                 |
| -------- | ------------------------- | -------------------------------------------------- | ------------------------------------- | ---------------------- | ---------------------------------------------------------- |
|          | castello di Roccascalegna | castello nel comune italiano di Roccascalegna (CH) | Roccascalegna                         | 42.062346°N 14.3038°E  | castello edificio militare museo museo di un ente pubblico |

## chiesa
| immagine | Voce                             | descrizione                                          | unità amministrativa in cui è situato | coordinate geografiche | istanza di                                                        |
| -------- | -------------------------------- | ---------------------------------------------------- | ------------------------------------- | ---------------------- | ----------------------------------------------------------------- |
|          | chiesa di San Domenico           | chiesa a Chieti, Italia                              | Chieti                                | 42.34849°N 14.166135°E | chiesa museo religioso museo del Ministero della Cultura italiano |
|          | chiesa di Santa Maria ad Cryptas | chiesa a Fossa (AQ)                                  | Fossa                                 | 42.3019°N 13.4839°E    | chiesa museo religioso                                            |
|          | chiesa di San Pietro             | edificio religioso di Albe, frazione di Massa d'Albe | Massa d'Albe                          | 42.07725°N 13.410861°E | chiesa museo religioso                                            |

## città antica
| immagine | Voce                   | descrizione                                                       | unità amministrativa in cui è situato | coordinate geografiche  | istanza di                     |
| -------- | ---------------------- | ----------------------------------------------------------------- | ------------------------------------- | ----------------------- | ------------------------------ |
|          | Aufinum                | antica città in Abruzzo                                           | Capestrano                            | 42.281731°N 13.771897°E | città antica                   |
|          | Teate                  | antica città in Abruzzo, corrispondente all'attuale Chieti        | Chieti                                | 42.346992°N 14.168101°E | città antica sito archeologico |
|          | Antinum                | antica città in Abruzzo                                           | Civita d'Antino                       | 41.889111°N 13.473806°E | città antica sito archeologico |
|          | Cerfennia              | antica città in Abruzzo                                           | Collarmele                            | 42.066667°N 13.637861°E | città antica sito archeologico |
|          | Corfinium              | antica città in Abruzzo, corrispondente all'attuale Corfinio (AQ) | Corfinio                              | 42.11739°N 13.835249°E  | città antica sito archeologico |
|          | Aveia                  | antica città in Abruzzo                                           | Fossa                                 | 42.3°N 13.489722°E      | città antica sito archeologico |
|          | Comino                 | città antica                                                      | Guardiagrele                          | 42.187244°N 14.190785°E | città antica sito archeologico |
|          | Anxanum                | antica città in Abruzzo, corrispondente all'attuale Lanciano (CH) | Lanciano                              | 42.2309°N 14.3903°E     | città antica sito archeologico |
|          | Lucus Angitiae         | sito archeologico di Luco dei Marsi                               | Luco dei Marsi                        | 41.970771°N 13.460661°E | città antica sito archeologico |
|          | Carsioli               | antica città in Abruzzo                                           | Oricola                               | 42.079472°N 13.043694°E | città antica sito archeologico |
|          | Milonia (città antica) | antica città in Abruzzo                                           | Ortona dei Marsi                      | 42.005972°N 13.720611°E | città antica sito archeologico |
|          | Aternum                | antica città in Abruzzo, corrispondente all'attuale Pescara       | Pescara                               | 42.460052°N 14.212194°E | città antica sito archeologico |
|          | Aprutium               |                                                                   | Teramo                                | 42.657953°N 13.704189°E | città antica                   |
|          | Histonium              | antica città in Abruzzo, corrispondente all'attuale Vasto         | Vasto                                 | 42.111589°N 14.708219°E | città antica sito archeologico |

## ecomuseo
| immagine | Voce                                              | descrizione             | unità amministrativa in cui è situato | coordinate geografiche | istanza di                                             |
| -------- | ------------------------------------------------- | ----------------------- | ------------------------------------- | ---------------------- | ------------------------------------------------------ |
|          | Ecomuseo della riserva naturale Zompo lo Schioppo | museo di Morino, Italia | Morino                                | 41.8618°N 13.437558°E  | ecomuseo museo di un ente pubblico museo specializzato |
|          | ecomuseo Fiabosco                                 | ecomuseo italiano       | Sant'Eufemia a Maiella                |                        | ecomuseo                                               |

## edificio civile storico museo
| immagine | Voce           | descrizione     | unità amministrativa in cui è situato | coordinate geografiche  | istanza di                                            |
| -------- | -------------- | --------------- | ------------------------------------- | ----------------------- | ----------------------------------------------------- |
|          | Taverna ducale | museo di Popoli | Popoli Terme                          | 42.174248°N 13.832912°E | edificio civile storico museo edificio militare museo |

## eremo
| immagine | Voce                             | descrizione          | unità amministrativa in cui è situato | coordinate geografiche | istanza di                                      |
| -------- | -------------------------------- | -------------------- | ------------------------------------- | ---------------------- | ----------------------------------------------- |
|          | eremo di Santo Spirito a Majella | eremo di Roccamorice | Roccamorice                           | 42.1702°N 14.0902°E    | eremo museo religioso museo di un ente pubblico |

## ex cattedrale
| immagine | Voce                             | descrizione                    | unità amministrativa in cui è situato | coordinate geografiche  | istanza di                      |
| -------- | -------------------------------- | ------------------------------ | ------------------------------------- | ----------------------- | ------------------------------- |
|          | antica cattedrale di Santa Maria | antica cattedrale di Amiternum | L'Aquila                              | 42.399278°N 13.307944°E | ex cattedrale sito archeologico |

## ex edificio religioso
| immagine | Voce                          | descrizione                  | unità amministrativa in cui è situato | coordinate geografiche  | istanza di                                                              |
| -------- | ----------------------------- | ---------------------------- | ------------------------------------- | ----------------------- | ----------------------------------------------------------------------- |
|          | collegiata di San Bartolomeo  | chiesa scomparsa di Avezzano | Avezzano                              | 42.028806°N 13.427667°E | ex edificio religioso sito archeologico                                 |
|          | Museo Cappella de' Bartolomei | museo di Giulianova          | Giulianova                            | 42.750368°N 13.957976°E | ex edificio religioso museo religioso museo d'arte museo d'arte moderna |

## giardino zoologico
| immagine | Voce          | descrizione                 | unità amministrativa in cui è situato | coordinate geografiche | istanza di         |
| -------- | ------------- | --------------------------- | ------------------------------------- | ---------------------- | ------------------ |
|          | Zoo d'Abruzzo | giardino zoologico italiano | Rocca San Giovanni                    | 42.27411°N 14.44811°E  | giardino zoologico |

## gipsoteca
| immagine | Voce                                             | descrizione             | unità amministrativa in cui è situato | coordinate geografiche  | istanza di                                       |
| -------- | ------------------------------------------------ | ----------------------- | ------------------------------------- | ----------------------- | ------------------------------------------------ |
|          | sala civica di scultura "Raffaello Pagliaccetti" | gipsoteca di Giulianova | Giulianova                            | 42.750615°N 13.957223°E | gipsoteca museo d'arte museo di un ente pubblico |

## grotta
| immagine | Voce                | descrizione                 | unità amministrativa in cui è situato | coordinate geografiche  | istanza di               |
| -------- | ------------------- | --------------------------- | ------------------------------------- | ----------------------- | ------------------------ |
|          | grotte di Ortucchio | Grotte di Ortucchio, Italia | Ortucchio                             | 41.937111°N 13.603194°E | grotta sito archeologico |

## linea ferroviaria
| immagine | Voce                       | descrizione                | unità amministrativa in cui è situato | coordinate geografiche | istanza di                           |
| -------- | -------------------------- | -------------------------- | ------------------------------------- | ---------------------- | ------------------------------------ |
|          | ferrovia Sulmona-Carpinone | linea ferroviaria italiana | Abruzzo Molise                        |                        | linea ferroviaria ferrovia turistica |

## museo
| immagine | Voce                                                              | descrizione                                                                                        | unità amministrativa in cui è situato | coordinate geografiche                         | istanza di                                               |
| -------- | ----------------------------------------------------------------- | -------------------------------------------------------------------------------------------------- | ------------------------------------- | ---------------------------------------------- | -------------------------------------------------------- |
|          | Museo della Luna                                                  | museo di Aielli                                                                                    | Aielli                                | 42.083111°N 13.591806°E                        | museo                                                    |
|          | Museo Civico Aufidenate 'Antonio De Nino'                         | museo di Alfedena                                                                                  | Alfedena                              | 41.737312°N 14.039239°E                        | museo museo archeologico                                 |
|          | Museo della civiltà contadina e pastorale                         | museo di Avezzano                                                                                  | Avezzano                              | 42.031333°N 13.422778°E                        | museo                                                    |
|          | Museo dell'intrattenimento elettronico                            | museo di Avezzano                                                                                  | Avezzano                              | 42.019071°N 13.430833°E                        | museo                                                    |
|          | museo della pastorizia                                            | museo di Balsorano                                                                                 | Balsorano                             | 41.8098°N 13.5561°E                            | museo                                                    |
|          | museo dell'orso (Bisegna)                                         | museo di San Sebastiano dei Marsi                                                                  | Bisegna                               | 41.94296°N 13.75762°E                          | museo                                                    |
|          | museo delle tradizioni contadine                                  | museo di Verrecchie di Cappadocia, Italia                                                          | Cappadocia                            | 42.0367°N 13.2543°E                            | museo                                                    |
|          | Museo del maiale                                                  | museo di Carpineto Sinello                                                                         | Carpineto Sinello                     | 42.010032°N 14.503464°E                        | museo                                                    |
|          | Museo delle tradizioni familiari                                  | museo di Castiglione Messer Marino                                                                 | Castiglione Messer Marino             | 41.86724°N 14.451519°E                         | museo                                                    |
|          | Museo e biblioteca di Santa Maria Valleverde                      | museo e biblioteca a Celano, Italia                                                                | Celano                                | 42.0876°N 13.5393°E                            | museo biblioteca privata                                 |
|          | museo etnografico de' Colucci                                     | museo di Civitella Roveto                                                                          | Civitella Roveto                      | 41.91409°N 13.42496°E                          | museo                                                    |
|          | Nina, museo delle arti creative tessili                           | museo di Civitella del Tronto                                                                      | Civitella del Tronto                  | 42.771853°N 13.666031°E                        | museo                                                    |
|          | Museo dell'orso                                                   | museo di Gagliano Aterno                                                                           | Gagliano Aterno                       | 42.126123°N 13.700295°E                        | museo                                                    |
|          | Museo dell'artigianato artistico abruzzese                        | museo di Guardiagrele                                                                              | Guardiagrele                          | 42.192633°N 14.221382°E                        | museo                                                    |
|          | Museo Staurós                                                     | museo di Isola del Gran Sasso d'Italia                                                             | Isola del Gran Sasso d'Italia         | 42.516944°N 13.6575°E                          | museo museo religioso museo d'arte moderna               |
|          | casa museo Signorini Corsi                                        | museo dell'Aquila                                                                                  | L'Aquila                              | 42.349944°N 13.398667°E                        | museo                                                    |
|          | MAXXI L'Aquila                                                    | museo dell'Aquila                                                                                  | L'Aquila                              | 42.352955°N 13.399788°E                        | museo                                                    |
|          | Museo dell'uomo e della natura                                    | museo naturalistico di Magliano de' Marsi                                                          | Magliano de' Marsi                    | 42.0991°N 13.3597°E                            | museo                                                    |
|          | Museo per l'economia tra l'antichità ed il Rinascimento           | museo di Monteodorisio                                                                             | Monteodorisio                         | 42.086197°N 14.650831°E                        | museo                                                    |
|          | Museo del camoscio                                                | museo di Opi                                                                                       | Opi                                   | 41.78097°N 13.829742°E 41.781944°N 13.829444°E | museo museo di storia naturale museo di un ente pubblico |
|          | Centro verde                                                      | museo naturalistico di Ortona dei Marsi                                                            | Ortona dei Marsi                      | 41.99844°N 13.72926°E                          | museo                                                    |
|          | Museo dell'orso marsicano                                         | museo di Palena                                                                                    | Palena                                | 41.980128°N 14.128544°E                        | museo                                                    |
|          | Museo d'arte moderna e contemporanea                              | museo italiano a Penne                                                                             | Penne                                 |                                                | museo museo d'arte moderna museo privato                 |
|          | Mediamuseum                                                       | museo di Pescara                                                                                   | Pescara                               | 42.459933°N 14.214055°E                        | museo                                                    |
|          | Fuga dal Museo                                                    | ecomuseo di Pescara                                                                                | Pescara                               |                                                | museo                                                    |
|          | Maison des Arts                                                   | museo di Pescara                                                                                   | Pescara                               | 42.471841°N 14.208448°E                        | museo edificio museale                                   |
|          | Museo dell'Ottocento (Pescara)                                    | | Pescara                               | 42.45818°N 14.21404°E                          | museo                                                    |
|          | CLAP Museum                                                       | museo e laboratorio dedicato al fumetto di Pescara, ideato dalla Fondazione Pescarabruzzo nel 2022 | Pescara                               | 42.470311°N 14.2119°E                          | museo                                                    |
|          | museo naturalistico del parco nazionale d'Abruzzo, Lazio e Molise | museo naturalistico di Pescasseroli                                                                | Pescasseroli                          | 41.8088°N 13.78856°E                           | museo                                                    |
|          | Casa museo di palazzo Sipari                                      | museo di Pescasseroli                                                                              | Pescasseroli                          | 41.810361°N 13.790389°E                        | museo casa museo                                         |
|          | Museo storico del parco nazionale d'Abruzzo, Lazio e Molise       | museo di Pescasseroli                                                                              | Pescasseroli                          | 41.810319°N 13.790546°E                        | museo museo storico                                      |
|          | Casa museo Ignazio Silone                                         | casa museo di Pescina                                                                              | Pescina                               | 42.024078°N 13.65°E                            | museo museo letterario casa museo                        |
|          | Museo del merletto a tombolo                                      | museo di Pescocostanzo                                                                             | Pescocostanzo                         | 41.890112°N 14.065706°E                        | museo                                                    |
|          | Museo dei Fossili e delle Ambre                                   | museo a San Valentino in Abruzzo Citeriore, in Italia                                              | San Valentino in Abruzzo Citeriore    | 42.232614°N 13.988444°E                        | museo                                                    |
|          | museo del brigantaggio e dell'Unità d'Italia                      | museo di Sante Marie, Italia                                                                       | Sante Marie                           | 42.10234°N 13.20392°E                          | museo                                                    |
|          | Museo delle arti e tradizioni popolari                            | museo di Frattura                                                                                  | Scanno                                | 41.93031°N 13.871525°E                         | museo                                                    |
|          | Museo Orientale e Santuario di Santa Maria dell'Oriente           | museo di Tagliacozzo                                                                               | Tagliacozzo                           | 42.058393°N 13.276405°E                        | museo                                                    |
|          | Museo delle tradizioni artigiane                                  | museo di Tossicia                                                                                  | Tossicia                              | 42.545569°N 13.648616°E                        | museo                                                    |
|          | Museo dei cuochi                                                  | museo di Villa Santa Maria                                                                         | Villa Santa Maria                     | 41.94954°N 14.350033°E                         | museo                                                    |
|          | Museo di san Francesco Caracciolo                                 | museo in Italia                                                                                    | Villa Santa Maria                     |                                                | museo                                                    |
|          | museo Loreto Grande                                               | museo di Villavallelonga, Italia                                                                   | Villavallelonga                       | 41.8761°N 13.625°E                             | museo                                                    |

## museo archeologico
| immagine | Voce                                                            | descrizione                                      | unità amministrativa in cui è situato | coordinate geografiche  | istanza di |
| -------- | --------------------------------------------------------------- | ------------------------------------------------ | ------------------------------------- | ----------------------- | --- |
|          | Museo Archeologico Civico 'De Albentiis - Tascini - De Galitis' | museo di Atri                                    | Atri                                  | 42.580359°N 13.979704°E | museo archeologico |
|          | Aia dei Musei                                                   | museo italiano                                   | Avezzano                              | 42.021722°N 13.439806°E | museo archeologico museo storico museo di un ente pubblico museo specializzato                                                                                 |
|          | Museo Archeologico Nazionale                                    | museo statale italiano nel comune di Campli (TE) | Campli                                | 42.727121°N 13.687709°E | museo archeologico museo nazionale italiano museo del Ministero della Cultura italiano                                                                         |
|          | Museo civico aufidenate                                         | museo di Castel di Sangro                        | Castel di Sangro                      | 41.787995°N 14.102902°E | museo archeologico museo museo di un ente pubblico |
|          | Museo Paludi di Celano                                          | museo di Celano                                  | Celano                                | 42.052705°N 13.514512°E | museo archeologico museo nazionale italiano casa museo |
|          | Museo archeologico La Civitella                                 | museo statale italiano a Chieti                  | Chieti                                | 42.345096°N 14.162026°E | museo archeologico museo nazionale italiano parco archeologico museo del Ministero della Cultura italiano                                                      |
|          | Museo archeologico nazionale d'Abruzzo                          | museo statale italiano a Chieti                  | Chieti                                | 42.343°N 14.1645°E      | museo archeologico museo nazionale italiano Istituto museale ad autonomia speciale museo d'arte museo del Ministero della Cultura italiano museo specializzato |
|          | museo Antinum                                                   | museo di Civita d'Antino                         | Civita d'Antino                       | 41.88575°N 13.47053°E   | museo archeologico museo storico |
|          | Museo civico archeologico di Collelongo                         | museo di Collelongo                              | Collelongo                            | 41.884375°N 13.5843°E   | museo archeologico museo di un ente pubblico |
|          | Museo Civico Archeologico 'Antonio De Nino'                     | museo di Corfinio                                | Corfinio                              | 42.124124°N 13.842989°E | museo archeologico |
|          | Museo dell'Abruzzo bizantino e altomedievale                    | museo di Crecchio                                | Crecchio                              | 42.296644°N 14.326572°E | museo archeologico casa museo museo storico museo etnografico museo di un ente pubblico                                                                        |
|          | museo civico archeologico Torrione la Rocca                     | museo di Giulianova                              | Giulianova                            | 42.752165°N 13.954877°E | museo archeologico museo di un ente pubblico |
|          | Museo archeologico di Guardiagrele                              | museo archeologico                               | Guardiagrele                          | 42.19105°N 14.220353°E  | museo archeologico museo di un ente pubblico |
|          | Museo archeologico di Santa Maria dei Raccomandati              | museo dell'Aquila                                | L'Aquila                              | 42.352139°N 13.4005°E   | museo archeologico |
|          | Polo museale Santo Spirito - Civico museo archeologico          | museo di Lanciano                                | Lanciano                              | 42.22321°N 14.394448°E  | museo archeologico rete museale museo religioso museo di un ente pubblico                                                                                      |
|          | Antiquarium di Loreto Aprutino                                  | museo di Loreto Aprutino                         | Loreto Aprutino                       | 42.43217°N 13.987469°E  | museo archeologico |
|          | Museo civico di Sulmona                                         | museo di Sulmona                                 | Sulmona                               | 42.049464°N 13.923209°E | museo archeologico |
|          | Museo archeologico Francesco Savini                             | museo di Teramo                                  | Teramo                                | 42.659192°N 13.701452°E | museo archeologico |
|          | Museo archeologico di Vasto                                     | museo italiano a Vasto                           | Vasto                                 |                         | museo archeologico |

## museo d'arte
| immagine | Voce                                       | descrizione               | unità amministrativa in cui è situato | coordinate geografiche  | istanza di                                                                                   |
| -------- | ------------------------------------------ | ------------------------- | ------------------------------------- | ----------------------- | -------------------------------------------------------------------------------------------- |
|          | Museo di arte moderna di Avezzano          | pinacoteca di Avezzano    | Avezzano                              | 42.027724°N 13.425946°E | museo d'arte pinacoteca museo d'arte moderna                                                 |
|          | Museo delle ceramiche di Castelli          | museo di Castelli         | Castelli                              | 42.488113°N 13.711605°E | museo d'arte museo specializzato                                                             |
|          | museo d'arte "Costantino Barbella"         | museo di Chieti           | Chieti                                | 42.350185°N 14.167693°E | museo d'arte museo d'arte moderna museo di un ente pubblico                                  |
|          | Museo pinacoteca Enrico Mattei             | museo di Civitella Roveto | Civitella Roveto                      | 41.913791°N 13.422312°E | museo d'arte museo d'arte moderna                                                            |
|          | Museo sperimentale d'arte contemporanea    | museo dell'Aquila         | L'Aquila                              | 42.366832°N 13.361525°E | museo d'arte museo d'arte moderna museo privato                                              |
|          | Galleria delle antiche ceramiche abruzzesi | museo di Loreto Aprutino  | Loreto Aprutino                       | 42.433189°N 13.987699°E | museo d'arte museo privato museo specializzato                                               |
|          | Museo Musicale d'Abruzzo                   | museo di Ortona           | Ortona                                | 42.358045°N 14.405553°E | museo d'arte museo storico museo privato museo specializzato                                 |
|          | Museo Paparella Treccia Devlet             | museo di Pescara          | Pescara                               | 42.472541°N 14.208315°E | museo d'arte casa museo museo privato museo specializzato                                    |
|          | museo civico "Basilio Cascella"            | museo di Pescara          | Pescara                               | 42.461567°N 14.216634°E | museo d'arte pinacoteca museo d'arte moderna casa museo museo di un ente pubblico            |
|          | Imago Museum                               | museo d'arte di Pescara   | Pescara                               | 42.47003°N 14.20639°E   | museo d'arte                                                                                 |
|          | Musei di palazzo d'Avalos                  | museo di Vasto            | Vasto                                 | 42.111496°N 14.710549°E | museo d'arte museo archeologico museo d'arte moderna palazzo museo museo di un ente pubblico |

## museo d'arte moderna
| immagine | Voce                                                                          | descrizione                                           | unità amministrativa in cui è situato | coordinate geografiche  | istanza di                                                                                    |
| -------- | ----------------------------------------------------------------------------- | ----------------------------------------------------- | ------------------------------------- | ----------------------- | --------------------------------------------------------------------------------------------- |
|          | Museo civico di Cerchio                                                       | museo di Cerchio                                      | Cerchio                               | 42.063858°N 13.600291°E | museo d'arte moderna museo etnografico museo d'arte museo religioso museo di un ente pubblico |
|          | Museo Michetti                                                                | museo nel comune italiano di Francavilla al Mare (CH) | Francavilla al Mare                   | 42.418078°N 14.292734°E | museo d'arte moderna                                                                          |
|          | Museo d'arte dello Splendore                                                  | museo di Giulianova                                   | Giulianova                            | 42.757864°N 13.952906°E | museo d'arte moderna museo d'arte                                                             |
|          | Museo e Archivio degli Artisti Abruzzesi Contemporanei - Castello di Nocciano | museo di Nocciano                                     | Nocciano                              | 42.333257°N 13.983384°E | museo d'arte moderna                                                                          |
|          | Museo d'arte moderna Vittoria Colonna                                         | museo di Pescara                                      | Pescara                               | 42.472266°N 14.212335°E | museo d'arte moderna                                                                          |
|          | museo della ceramica                                                          | museo italiano a Rapino                               | Rapino                                | 42.214845°N 14.188366°E | museo d'arte moderna museo dell'industria museo di un ente pubblico museo specializzato       |

## museo dell'industria
| immagine | Voce                                           | descrizione      | unità amministrativa in cui è situato | coordinate geografiche  | istanza di |
| -------- | ---------------------------------------------- | ---------------- | ------------------------------------- | ----------------------- | --- |
|          | Museo dell'arte e della tecnologia confettiera | museo di Sulmona | Sulmona                               | 42.038636°N 13.922519°E | museo dell'industria museo della tecnologia manufatto di archeologia industriale museo museo privato museo specializzato |

## museo della tecnologia
| immagine | Voce                            | descrizione       | unità amministrativa in cui è situato | coordinate geografiche  | istanza di             |
| -------- | ------------------------------- | ----------------- | ------------------------------------- | ----------------------- | ---------------------- |
|          | Museo tecnologico di Telespazio | museo tecnologico | Ortucchio                             | 41.978889°N 13.601944°E | museo della tecnologia |

## museo di storia naturale
| immagine | Voce                                                                    | descrizione                 | unità amministrativa in cui è situato | coordinate geografiche                          | istanza di                                                             |
| -------- | ----------------------------------------------------------------------- | --------------------------- | ------------------------------------- | ----------------------------------------------- | ---------------------------------------------------------------------- |
|          | Museo del capriolo                                                      | museo di Bisegna            | Bisegna                               | 41.921642°N 13.75697°E                          | museo di storia naturale                                               |
|          | Museo del lupo appenninico                                              | museo di Civitella Alfedena | Civitella Alfedena                    | 41.766426°N 13.943778°E                         | museo di storia naturale museo di un ente pubblico museo specializzato |
|          | Museo naturalistico archeologico Maurizio Locati                        | museo di Lama dei Peligni   | Lama dei Peligni                      | 42.046557°N 14.191176°E                         | museo di storia naturale museo archeologico museo                      |
|          | Museo geopaleontologico Alto Aventino                                   | museo di Palena             | Palena                                | 41.985054°N 14.139296°E                         | museo di storia naturale museo di un ente pubblico                     |
|          | Centro museale di documentazione e ricerca scientifica di paleontologia | museo italiano a Scontrone  | Scontrone                             | 41.74572°N 14.03867°E                           | museo di storia naturale museo di un ente pubblico                     |
|          | Museo di storia naturale (Sulmona)                                      | museo di Sulmona            | Sulmona                               | 42.048966°N 13.926007°E 42.049007°N 13.925863°E | museo di storia naturale                                               |

## museo diocesano
| immagine | Voce                             | descrizione                    | unità amministrativa in cui è situato | coordinate geografiche                          | istanza di |
| -------- | -------------------------------- | ------------------------------ | ------------------------------------- | ----------------------------------------------- | --- |
|          | Museo Capitolare di Atri         | museo di Atri                  | Atri                                  | 42.580501°N 13.979661°E                         | museo diocesano museo religioso museo d'arte museo archeologico casa museo museo privato                                                                     |
|          | Museo diocesano                  | museo di Castelvecchio Subequo | Castelvecchio Subequo                 | 42.13105°N 13.730835°E                          | museo diocesano museo religioso |
|          | Museo d'arte sacra della Marsica | museo di Celano                | Celano                                | 42.08463°N 13.54507°E                           | museo diocesano edificio militare museo museo nazionale italiano museo religioso parco storico museo museo d'arte museo del Ministero della Cultura italiano |
|          | Museo diocesano                  | museo italiano a Lanciano      | Lanciano                              | 42.229649°N 14.386692°E                         | museo diocesano museo religioso museo d'arte museo privato                                                                                                   |
|          | Museo diocesano di Ortona        | museo di Ortona                | Ortona                                | 42.357325°N 14.404406°E                         | museo diocesano museo religioso museo d'arte museo privato                                                                                                   |
|          | Museo civico diocesano           | museo di Penne                 | Penne                                 | 42.456189°N 13.927107°E 42.456064°N 13.926704°E | museo diocesano museo archeologico museo di un ente pubblico                                                                                                 |
|          | Museo diocesano                  | museo di Sulmona               | Sulmona                               | 42.047265°N 13.925999°E                         | museo diocesano museo d'arte museo d'arte moderna museo di un ente pubblico                                                                                  |

## museo etnografico
| immagine | Voce                                                    | descrizione              | unità amministrativa in cui è situato | coordinate geografiche  | istanza di                                                      |
| -------- | ------------------------------------------------------- | ------------------------ | ------------------------------------- | ----------------------- | --------------------------------------------------------------- |
|          | Museo della civiltà contadina                           | museo di Ateleta         | Ateleta                               | 41.854134°N 14.201803°E | museo etnografico museo storico museo di un ente pubblico       |
|          | Museo civico etnografico                                | museo di Atri            | Atri                                  | 42.581143°N 13.978864°E | museo etnografico museo di un ente pubblico                     |
|          | Museo etnografico di Bomba                              | museo italiano a Bomba   | Bomba                                 | 42.035316°N 14.368148°E | museo etnografico museo storico museo privato                   |
|          | Museo civico memorie della vita contadina               | museo di Borrello        | Borrello                              | 41.92024°N 14.303575°E  | museo etnografico museo di un ente pubblico                     |
|          | Museo del costume e della tradizione della nostra gente | museo di Guardiagrele    | Guardiagrele                          | 42.191295°N 14.220375°E | museo etnografico museo storico museo di un ente pubblico       |
|          | Museo del Mare                                          | museo di Pescara         | Pescara                               | 42.466683°N 14.221661°E | museo etnografico museo di storia naturale museo dell'industria |
|          | Museo delle tradizioni e arti contadine                 | museo di Picciano        | Picciano                              | 42.476067°N 13.991846°E | museo etnografico                                               |
|          | Museo civico della civiltà contadina                    | museo di Pratola Peligna | Pratola Peligna                       | 42.100047°N 13.878441°E | museo etnografico museo storico                                 |

## museo nazionale
| immagine | Voce                      | descrizione                                   | unità amministrativa in cui è situato | coordinate geografiche  | istanza di |
| -------- | ------------------------- | --------------------------------------------- | ------------------------------------- | ----------------------- | --- |
|          | Museo nazionale d'Abruzzo | museo statale italiano nel comune dell'Aquila | L'Aquila                              | 42.353689°N 13.405069°E | museo nazionale museo d'arte museo archeologico museo nazionale italiano Istituto museale ad autonomia speciale museo del Ministero della Cultura italiano |
|          | Ex mattatoio              | museo dell'Aquila                             | L'Aquila                              | 42.350194°N 13.389167°E | museo nazionale |

## museo religioso
| immagine | Voce                            | descrizione           | unità amministrativa in cui è situato | coordinate geografiche  | istanza di |
| -------- | ------------------------------- | --------------------- | ------------------------------------- | ----------------------- | --- |
|          | Museo del Duomo di Guardiagrele | museo di Guardiagrele | Guardiagrele                          | 42.190668°N 14.221957°E | museo religioso museo privato                                                                                       |
|          | Museo della lana                | museo di Scanno       | Scanno                                | 41.90175°N 13.882748°E  | museo religioso museo etnografico museo della tecnologia casa museo museo storico museo privato museo specializzato |

## museo specializzato
| immagine | Voce                                                          | descrizione               | unità amministrativa in cui è situato | coordinate geografiche  | istanza di          |
| -------- | ------------------------------------------------------------- | ------------------------- | ------------------------------------- | ----------------------- | ------------------- |
|          | Museo internazionale della pesca a mosca Stanislao Kuckiewicz | museo di Castel di Sangro | Castel di Sangro                      | 41.787995°N 14.102902°E | museo specializzato |

## museo storico
| immagine | Voce                     | descrizione           | unità amministrativa in cui è situato | coordinate geografiche  | istanza di               |
| -------- | ------------------------ | --------------------- | ------------------------------------- | ----------------------- | ------------------------ |
|          | Museo delle armi antiche | museo di Martinsicuro | Martinsicuro                          | 42.886963°N 13.913195°E | museo storico casa museo |

## museo universitario
| immagine | Voce                                     | descrizione             | unità amministrativa in cui è situato | coordinate geografiche  | istanza di |
| -------- | ---------------------------------------- | ----------------------- | ------------------------------------- | ----------------------- | --- |
|          | Museo di storia delle scienze biomediche | museo italiano a Chieti | Chieti                                | 42.346242°N 14.165255°E | museo universitario museo di storia naturale museo museo della tecnologia museo d'arte moderna museo di un ente pubblico |

## osservatorio astronomico
| immagine | Voce                               | descrizione                   | unità amministrativa in cui è situato | coordinate geografiche  | istanza di                                                        |
| -------- | ---------------------------------- | ----------------------------- | ------------------------------------- | ----------------------- | ----------------------------------------------------------------- |
|          | osservatorio astronomico d'Abruzzo | istituto astronomico italiano | Teramo                                | 42.654026°N 13.731322°E | osservatorio astronomico museo scientifico museo della tecnologia |

## palazzo
| immagine | Voce             | descrizione      | unità amministrativa in cui è situato | coordinate geografiche  | istanza di                              |
| -------- | ---------------- | ---------------- | ------------------------------------- | ----------------------- | --------------------------------------- |
|          | Palazzo d'Avalos | palazzo di Vasto | Vasto                                 | 42.111489°N 14.710561°E | palazzo museo archeologico museo d'arte |

## palazzo museo
| immagine | Voce                                                            | descrizione     | unità amministrativa in cui è situato | coordinate geografiche  | istanza di                                                                |
| -------- | --------------------------------------------------------------- | --------------- | ------------------------------------- | ----------------------- | ------------------------------------------------------------------------- |
|          | Museo della battaglia di Ortona                                 | museo di Ortona | Ortona                                | 42.352913°N 14.403574°E | palazzo museo museo storico museo di un ente pubblico museo specializzato |
|          | Museo civico d’arte contemporanea - Pinacoteca Michele Cascella | museo di Ortona | Ortona                                | 42.35555°N 14.404556°E  | palazzo museo museo d'arte moderna                                        |

## parco archeologico
| immagine | Voce                                | descrizione                                             | unità amministrativa in cui è situato | coordinate geografiche  | istanza di |
| -------- | ----------------------------------- | ------------------------------------------------------- | ------------------------------------- | ----------------------- | --- |
|          | Complesso delle Terme Romane        | sito archeologico e museo italiano a Chieti             | Chieti                                |                         | parco archeologico museo nazionale italiano museo terme romane                                                 |
|          | Area archeologica di Amiternum      | sito archeologico e museo italiano a L'Aquila           | L'Aquila                              | 42.40021°N 13.30678°E   | parco archeologico museo nazionale italiano museo museo del Ministero della Cultura italiano                   |
|          | Area archeologica di Alba Fucens    | parco archeologico a Massa d'Albe, in Italia            | Massa d'Albe                          |                         | parco archeologico museo nazionale italiano museo sito archeologico museo del Ministero della Cultura italiano |
|          | parco archeologico del Quadrilatero | sito archeologico nel comune italiano di San Salvo (CH) | San Salvo                             | 42.044919°N 14.731295°E | parco archeologico museo etnografico museo di un ente pubblico                                                 |

## pinacoteca
| immagine | Voce                             | descrizione                 | unità amministrativa in cui è situato | coordinate geografiche | istanza di |
| -------- | -------------------------------- | --------------------------- | ------------------------------------- | ---------------------- | --- |
|          | Pinacoteca Patiniana             | museo di Castel di Sangro   | Castel di Sangro                      | 41.78595°N 14.107823°E | pinacoteca museo d'arte museo d'arte moderna museo di un ente pubblico                                                    |
|          | pinacoteca civica Vincenzo Bindi | museo italiano a Giulianova | Giulianova                            | 42.751217°N 13.95815°E | pinacoteca biblioteca pubblica palazzo museo d'arte biblioteca di un ente territoriale italiano museo di un ente pubblico |
|          | Museo civico di Teramo           | museo di Teramo             | Teramo                                | 42.661814°N 13.6976°E  | pinacoteca museo d'arte museo di un ente pubblico                                                                         |

## riparo sotto roccia
| immagine | Voce                    | descrizione                | unità amministrativa in cui è situato | coordinate geografiche | istanza di                            |
| -------- | ----------------------- | -------------------------- | ------------------------------------- | ---------------------- | ------------------------------------- |
|          | grotta di Ciccio Felice | Grotta di Avezzano, Italia | Avezzano                              | 41.995694°N 13.42325°E | riparo sotto roccia sito archeologico |

## sito archeologico
| immagine | Voce                                                       | descrizione                                                                                | unità amministrativa in cui è situato | coordinate geografiche                         | istanza di |
| -------- | ---------------------------------------------------------- | ------------------------------------------------------------------------------------------ | ------------------------------------- | ---------------------------------------------- | --- |
|          | necropoli di Coccitelle                                    |                                                                                            | Anversa degli Abruzzi                 | 42.000704°N 13.808328°E                        | sito archeologico necropoli                                                                                        |
|          | Necropoli di Cava della Rena e di San Carlo - Fonte Curato | sito archeologico di Anversa degli Abruzzi                                                 | Anversa degli Abruzzi                 |                                                | sito archeologico necropoli                                                                                        |
|          | Porcari                                                    | sito archeologico ad Atessa                                                                | Atessa                                |                                                | sito archeologico                                                                                                  |
|          | teatro romano di Atri                                      |                                                                                            | Atri                                  | 42.58191°N 13.97801°E                          | sito archeologico teatro romano                                                                                    |
|          | Cunicoli di Claudio                                        | Opera idraulica e sito archeologico                                                        | Avezzano Capistrello                  | 41.988528°N 13.433389°E                        | sito archeologico opera idraulica galleria                                                                         |
|          | villa romana di Avezzano                                   | villa di epoca romana                                                                      | Avezzano                              | 42.046528°N 13.406444°E                        | sito archeologico villa romana edificio romano                                                                     |
|          | Pietraquaria                                               | sito archeologico di Avezzano                                                              | Avezzano                              | 42.0228°N 13.40057°E                           | sito archeologico città perduta                                                                                    |
|          | Furfo                                                      | antica città in Abruzzo                                                                    | Barisciano                            | 42.303611°N 13.58°E                            | sito archeologico                                                                                                  |
|          | Vicus di San Rustico di Basciano                           | sito archeologico                                                                          | Basciano                              |                                                | sito archeologico                                                                                                  |
|          | Grotta dei Piccioni                                        | Sito archeologico preistorico                                                              | Bolognano                             | 42.222851°N 13.960666°E                        | sito archeologico                                                                                                  |
|          | Grottoni di Calascio                                       | Sito archeologico in provincia di L'Aquila                                                 | Calascio                              |                                                | sito archeologico                                                                                                  |
|          | necropoli di Campovalano                                   | sito archeologico a Campovalano (TE)                                                       | Campli                                | 42.724864°N 13.67169°E                         | sito archeologico necropoli                                                                                        |
|          | Ocriticum                                                  | sito archeologico                                                                          | Cansano                               | 42.002986°N 13.990211°E                        | sito archeologico                                                                                                  |
|          | Cluviae                                                    | antica città sannitica e sito archeologico in Abruzzo                                      | Casoli                                | 42.1286°N 14.2653°E                            | sito archeologico                                                                                                  |
|          | Tempio italico                                             | sito archeologico di Castel di Ieri                                                        | Castel di Ieri                        | 42.102117°N 13.755884°E                        | sito archeologico parco archeologico museo del Ministero della Cultura italiano                                    |
|          | Aufidena                                                   | antica città del Sannio                                                                    | Castel di Sangro                      | 41.784299°N 14.108223°E                        | sito archeologico                                                                                                  |
|          | Ripoli                                                     | villaggio neolitico                                                                        | Corropoli                             | 42.826111°N 13.89°E                            | sito archeologico                                                                                                  |
|          | necropoli di Fossa                                         | sito archeologico a Fossa (AQ)                                                             | Fossa                                 | 42.310764°N 13.505018°E                        | sito archeologico necropoli parco archeologico museo nazionale italiano museo del Ministero della Cultura italiano |
|          | Amiternum                                                  | antica città in Abruzzo, oggi sito archeologico e frazione del comune italiano dell'Aquila | L'Aquila                              | 42.400776°N 13.305769°E                        | sito archeologico città romana                                                                                     |
|          | Forcona                                                    | antica città in Abruzzo, oggi sito archeologico e località del comune italiano dell'Aquila | L'Aquila                              | 42.308975°N 13.439746°E                        | sito archeologico parco archeologico museo del Ministero della Cultura italiano                                    |
|          | Area archeologica di Rio Tavana                            | sito archeologico nel comune italiano di Lecce nei Marsi (AQ)                              | Lecce nei Marsi                       | 41.940803°N 13.673425°E                        | sito archeologico                                                                                                  |
|          | Alba Fucens                                                | antica città in Abruzzo e sito archeologico nel comune italiano di Massa d'Albe (AQ)       | Massa d'Albe                          | 42.07906°N 13.411468°E                         | sito archeologico città romana colonia di diritto romano                                                           |
|          | Juvanum                                                    | antica città in Abruzzo e sito archeologico nel comune italiano di Montenerodomo (CH)      | Montenerodomo                         | 41.997895°N 14.249799°E                        | sito archeologico parco archeologico museo nazionale italiano museo museo del Ministero della Cultura italiano     |
|          | Tempio di Ercole                                           | sito archeologico a Montorio al Vomano                                                     | Montorio al Vomano                    | 42.578458°N 13.594268°E                        | sito archeologico                                                                                                  |
|          | Pietra di Morrecine                                        |                                                                                            | Ortona                                |                                                | sito archeologico                                                                                                  |
|          | Peltuinum                                                  | antica città in Abruzzo e sito archeologico italiano                                       | Prata d'Ansidonia                     | 42.286929°N 13.62261°E 42.284043°N 13.624281°E | sito archeologico parco archeologico                                                                               |
|          | necropoli del Crocifisso                                   |                                                                                            | Pretoro                               | 42.216303°N 14.143039°E                        | sito archeologico                                                                                                  |
|          | Trebula                                                    | antica città in Abruzzo e sito archeologico nel comune italiano di Quadri (CH)             | Quadri                                | 41.9137°N 14.2829°E                            | sito archeologico                                                                                                  |
|          | Santuario italico di Schiavi d'Abruzzo                     | sito archeologico di Schiavi d'Abruzzo                                                     | Schiavi di Abruzzo                    | 41.80675°N 14.480869°E                         | sito archeologico santuario                                                                                        |
|          | Antico porto di Atri                                       | antico porto di origini romane                                                             | Silvi                                 | 42.585°N 14.0894°E                             | sito archeologico                                                                                                  |
|          | santuario di Ercole Curino                                 | sito archeologico nel comune italiano di Sulmona (AQ)                                      | Sulmona                               | 42.088539°N 13.934617°E                        | sito archeologico parco archeologico museo                                                                         |
|          | Area archeologica di Case Pente                            | sito archeologico di Sulmona, Italia                                                       | Sulmona                               | 42.033611°N 13.963461°E                        | sito archeologico                                                                                                  |
|          | Anfiteatro romano di Teramo                                | sito archeologico di Teramo                                                                | Teramo                                | 42.6579°N 13.7032°E                            | sito archeologico anfiteatro romano                                                                                |
|          | Domus e mosaico del Leone                                  | sito archeologico di Teramo                                                                | Teramo                                | 42.658381°N 13.705703°E                        | sito archeologico                                                                                                  |
|          | necropoli di Ponte Messato                                 | sito archeologico di Teramo                                                                | Teramo                                | 42.647578°N 13.676531°E                        | sito archeologico necropoli                                                                                        |
|          | teatro romano di Teramo                                    | sito archeologico di Teramo                                                                | Teramo                                | 42.657897°N 13.704075°E                        | sito archeologico teatro romano                                                                                    |
|          | Interamnia Praetutia                                       |                                                                                            | Teramo                                |                                                | sito archeologico                                                                                                  |
|          | Pallanum                                                   | antica città in Abruzzo e sito archeologico nel comune italiano di Tornareccio (CH)        | Tornareccio                           | 42.031944°N 14.395278°E                        | sito archeologico                                                                                                  |
|          | Supinum                                                    | città antica dell'Abruzzo                                                                  | Trasacco                              | 41.939722°N 13.524667°E                        | sito archeologico città antica                                                                                     |
|          | Terme di Vasto                                             | sito archeologico di Vasto, Italia                                                         | Vasto                                 | 42.113897°N 14.712469°E                        | sito archeologico                                                                                                  |

## teatro
| immagine | Voce                                 | descrizione                   | unità amministrativa in cui è situato | coordinate geografiche  | istanza di                     |
| -------- | ------------------------------------ | ----------------------------- | ------------------------------------- | ----------------------- | ------------------------------ |
|          | Teatro Comunale                      | teatro di Atri, Italia        | Atri                                  | 42.580216°N 13.978259°E | teatro                         |
|          | Teatro dei Marsi                     | teatro di Avezzano            | Avezzano                              | 42.042768°N 13.42287°E  | teatro                         |
|          | Teatro Marrucino                     | teatro a Chieti, Italia       | Chieti                                | 42.349981°N 14.167472°E | teatro                         |
|          | Auditorium del Parco                 | teatro dell'Aquila            | L'Aquila                              | 42.353517°N 13.402604°E | teatro                         |
|          | L'Aquila Temporary Concert Hall      | teatro dell'Aquila            | L'Aquila                              | 42.352278°N 13.417556°E | teatro sala da concerto        |
|          | Teatro Stabile d'Innovazione L'Uovo  | teatro dell'Aquila            | L'Aquila                              | 42.350001°N 13.397649°E | teatro                         |
|          | teatro comunale dell'Aquila          | teatro dell'Aquila            | L'Aquila                              | 42.351111°N 13.402056°E | teatro                         |
|          | Teatro Comunale Fedele Fenaroli      | teatro di Lanciano, Italia    | Lanciano                              | 42.23138°N 14.39071°E   | teatro                         |
|          | Teatro monumento Gabriele D'Annunzio | teatro di Pescara             | Pescara                               | 42.457139°N 14.234579°E | teatro                         |
|          | Teatro Massimo                       | teatro di Pescara             | Pescara                               | 42.463833°N 14.212889°E | teatro cinema sala da concerto |
|          | Teatro Circus                        | teatro di Pescara             | Pescara                               | 42.46677°N 14.20872°E   | teatro cinema sala da concerto |
|          | Teatro Maria Caniglia                | teatro comunale di Sulmona    | Sulmona                               | 42.04949°N 13.92498°E   | teatro                         |
|          | Teatro Talia                         | teatro di Tagliacozzo, Italia | Tagliacozzo                           | 42.067972°N 13.250389°E | teatro                         |
|          | teatro comunale di Teramo            | teatro di Teramo              | Teramo                                |                         | teatro                         |

## teatro romano
| immagine | Voce                         | descrizione                         | unità amministrativa in cui è situato | coordinate geografiche  | istanza di                    |
| -------- | ---------------------------- | ----------------------------------- | ------------------------------------- | ----------------------- | ----------------------------- |
|          | Teatro romano di Amiternum   | sito archeologico dell'Aquila       | L'Aquila                              | 42.403861°N 13.309919°E | teatro romano                 |
|          | teatro romano di Alba Fucens | teatro romano, Massa d'Albe, Italia | Massa d'Albe                          | 42.07968°N 13.41281°E   | teatro romano edificio romano |

## valle
| immagine | Voce             | descrizione                                              | unità amministrativa in cui è situato | coordinate geografiche                         | istanza di              |
| -------- | ---------------- | -------------------------------------------------------- | ------------------------------------- | ---------------------------------------------- | ----------------------- |
|          | Valle di Amplero | area geografica e sito archeologico dell'Abruzzo, Italia | Collelongo Ortucchio                  | 41.908611°N 13.618333°E 41.917623°N 13.60013°E | valle sito archeologico |